# Xã Talladega, Quận Jefferson, Arkansas
Xã Talladega (tiếng Anh: Talladega Township) là một xã thuộc quận Jefferson, tiểu bang Arkansas, Hoa Kỳ. Năm 2010, dân số của xã này là 1.267 người.